# شذوذ (علوم طبيعية)
الشذوذ في العلوم الطبيعية ، وخاصة في علوم الغلاف الجوي والأرض التي تتضمن الإحصائيات التطبيقية، هو انحراف مستمر في كمية فيزيائية عن قيمتها المتوقعة، على سبيل المثال، الفرق المنهجي بين القياس والاتجاه أو التنبؤ النموذجي. الشذوذ المعياري هو الشذوذ مقسومًا على الانحراف المعياري. يمكن تحليل مجموعة من الحالات الشاذة مكانيًا كخريطة، أو زمانيًا كمتسلسلة زمنية. ولا ينبغي الخلط بينه وبين قيمة شاذة معزولة. هناك أمثلة في علوم الغلاف الجوي وفي الجغرافية الفيزيائية.